# Ruth Perry
Pour les articles homonymes, voir Perry.
Ruth Perry, née le 16 juillet 1939 dans le comté de Grand Cape Mount et morte le 8 janvier 2017 à Colombus (Ohio), est une femme d'État libérienne, présidente du Conseil d'État du 3 septembre 1996 au 2 août 1997.

## Biographie
Née le 16 juillet 1939 dans le comté de Grand Cape Mount, elle est la fille de Marjon et AlHaji Semila Fahnbulleh. Elle étudie dans une école catholique romaine pour filles à Monrovia, dirigée par des religieuses. Puis elle est diplômée du Teachers College de l'université du Libéria. Elle enseigne ensuite dans le primaire dans le comté de Grand Cape Mount. Perry est alors membre du Parti national démocrate du Liberia. Elle est appelée à la tête du Liberia après la fin de la présidence de transition d'Amos Sawyer. Elle est la première femme africaine à diriger ce pays,.
Elle dirige le Conseil d'État, qui tient lieu, temporairement, de présidence collégiale. Cette institution comprend notamment comme membres Charles Taylor, membre du Mouvement de libération du Liberia, ainsi que le démocrate Alhaji Kromah, George Boley, du Conseil de la Paix du Liberia, et deux autres civils.
À la suite des élections tenues en juillet 1997, elle transmet le pouvoir à Charles Taylor le 2 août suivant. En 2006, une autre femme prend la tête du Libéria, Ellen Johnson Sirleaf, première femme africaine élue démocratiquement.
Elle meurt à 77 ans chez son fils, Ralph Perry, à Colombus, dans l'Ohio, le 9 janvier 2017.